# Juan José Bellini
Juan José Bellini (Cali, 1945) es un dirigente deportivo colombiano, que fue Presidente de la Federación Colombiana de Fútbol y del América de Cali. Vinculado al Cartel de Cali.

## Biografía
Entre 1987 y 1992, fue presidente del América de Cali, Entre 1992 y 1995 fue presidente de la Federación Colombiana de Fútbol.
Fue detenido en 1995, por el Cuerpo Técnico de Investigaciones de la Fiscalía (CTI), por sus vínculos con el Cartel de Cali, incurriendo en delitos de testaferrato y enriquecimiento ilícito. En 1999 fue re capturado al estar vinculado al Proceso 8000.
Tras recuperar su libertad en 2001, continúo trabajando como representante de jugadores y directores técnicos además de ser dirigente deportivo de La Equidad.